# Crotalaria lachnosema
Crotalaria lachnosema är en ärtväxtart som beskrevs av Otto Stapf. Crotalaria lachnosema ingår i släktet sunnhampor, och familjen ärtväxter. Inga underarter finns listade i Catalogue of Life.